# Acalypha fredericii
Acalypha fredericii é uma espécie de flor do gênero Acalypha, pertencente à família Euphorbiaceae.